# Nikon D4s
La Nikon D4s è una fotocamera DSLR professionale full frame, è stata annunciata da Nikon Corporation il 25 febbraio 2014 come modello successore dalla D4, al momento del lancio diviene la nuova ammiraglia fra le DSLR.
La D4s è stata sostituita dal modello D5, annunciato il 5 gennaio 2016, ed è uscita di produzione nel dicembre 2016.

## Caratteristiche
La D4s presenta diversi miglioramenti rispetto alla precedente: un nuovo sensore di immagine, un nuovo processore di immagine, nuova batteria, miglioramenti nell'ergonomia ed un range ISO molto esteso (l'intervallo di 100-25.600 ISO può essere esteso fino a raggiungere il valore di 409.600 ISO equivalenti). Inoltre vi sono stati miglioramenti nell'algoritmo di auto focus (AF) ed una nuova modalità AF Tracking è stata introdotta insieme a nuove opzioni di cattura delle immagini RAW alla massima risoluzione (16 MP). Il processore di elaborazione immagini Nikon EXPEED 4, permette di catturare immagini di qualità anche in condizioni di illuminazione scarsa o quasi del tutto assente.
Relativamente alla velocità di scatto (su questo modello elevata fino a 11 FPS), è necessario sottolineare il minimo ritardo allo scatto di soli 42ms. È stato inoltre totalmente ridisegnato il meccanismo di otturatore e specchio in modo da garantire stabilità d'immagine e con oscuramento minimo del mirino in caso di riprese ad alta velocità.
Nel maggio del 2014, la D4s riceve il premio Technical Image Press Association (TIPA) 2014 nella categoria "Best Digital SLR Professional". Nell'agosto del 2014, la D4s riceve il premio European Imaging and Sound Association (EISA) nella categoria "European Professional DSLR Camera 2014-2015".

## Specifiche tecniche
Mentre la D4s mantiene molte delle caratteristiche della D4, presenta anche le seguenti nuove caratteristiche e miglioramenti:
- Nuovo sensore di immagini da 16.2-megapixel con minori disturbi
- Nuovo processore di immaigini Expeed 4
- Nuova modalità autofocus che consente di raggruppare cinque punti per il tracking del soggetto
- Nuova funzione "uniforma esposizione" che permette di ottenere timelapse con effetto flickering controllato
- Gamma ISO estesa da ISO 100 fino a ISO 25.600 (range potenziato da ISO 50 e fino a 409.600)
- Porta Ethernet Gigabit per il trasferimento dati e le riprese in modalità connessa
- Cattura video in Full HD (1920 × 1080) 60p con uscita video non compresso via HDMI
- Miglioramento della messa a fuoco automatica e degli algoritmi di inseguimento del soggetto
- Miglioramento del meccanismo dello specchio, aumentando la velocità di scatto continuo fino a 11fps con AF
- Migliorata la batteria EN-EL18a adesso con una maggiore capacità per una maggiore durata fino a circa 3000 scatti

## Accessori
- Unità GPS GP-1A
- Trasmettirore wireless WT-5
- Microfono ME-1